# Lee Archambault
Lee Joseph „Bru“ Archambault (* 25. August 1960 in Oak Park, Illinois, USA) ist ein ehemaliger amerikanischer Astronaut.

## Ausbildung
Archambault wuchs in der Kleinstadt Bellwood, 25 Kilometer westlich von Chicago, auf. Nach der High School studierte er an der University of Illinois Luft- und Raumfahrttechnik. Dort erlangte er 1982 einen Bachelor und zwei Jahre darauf einen Master.
Die Offiziersausbildung schloss Archambault mit Auszeichnung ab, nachdem er sich für die US-Luftwaffe verpflichtet hatte. Danach nahm er zusammen mit europäischen NATO-Kollegen an der Pilotenausbildung auf dem Stützpunkt Sheppard in Texas teil, die er im Frühjahr 1986 beendete. Zunächst wurde er in New Mexico stationiert, wo er vier Jahre lang die  F-111D „Aardvark“ flog.
Nach einer Schulung auf dem Tarnkappenbomber F-117A „Nighthawk“ wurde Archambault nach Saudi-Arabien entsandt. Von dort flog er während des Zweiten Golfkriegs 22 Einsätze mit der F-117. Nach der Teilnahme an der „Operation Desert Shield“ (November 1990 bis Januar 1991) und der „Operation Desert Storm“ (Januar bis April 1991) kehrte er in die USA zurück. Im August 1991 wurde er ein weiteres Mal in die Krisenregion geschickt, um für vier Monate die friedenssichernden Maßnahmen zu unterstützen.
Dem Kriegseinsatz folgte eine Ausbildungstätigkeit. Auf der Holloman Air Force Base in New Mexico schulte Archambault zwei Jahre lang Piloten im Umgang mit dem Tarnkappenbomber. Ab dem Juli 1994 wurde er für ein Jahr auf der Luftwaffenbasis Edwards zum Testpiloten ausgebildet. Als bester Absolvent der USAF Test Pilot School nahm er einen Auftrag in Florida an. Auf der Eglin Air Force Base erprobte er neue Waffensysteme für das Kampfflugzeug F-16 „Fighting Falcon“.

## Astronautentätigkeit
Archambault wurde als einer von acht Pilotenanwärtern mit der 17. Astronautengruppe der NASA im Juni 1998 vorgestellt. Aus insgesamt 2618 Bewerbern, die den formalen Auswahlkriterien entsprachen, waren 101 Finalisten hervorgegangen. Diese wurden im Herbst 1997 ins Johnson Space Center nach Houston zu Tests, Gesprächen und medizinischen Untersuchungen eingeladen.
Noch während der zweijährigen Grundausbildung wurde Archambault der Space-Shuttle-Abteilung im Astronautenbüro zugeteilt, wo er an Neuentwicklungen der Orbiter-Instrumente arbeitete. Ab Herbst 2001 war er drei Jahre lang bei den Unterstützungsmannschaften tätig, bevor er als CapCom an der Funkkonsole saß.

### STS-117
Seit dem Frühjahr 2005 bereitete sich Archambault auf seinen ersten Raumflug vor. Er war Pilot der Mission STS-117, die im Juni 2007 durchgeführt wurde. Die US-Raumfähre Atlantis brachte das S3/S4-Element zur Internationalen Raumstation. Während vier Außenbordeinsätzen wurde das Bauteil an die Station montiert, die Solarpaneele aus- und der zweite Flügel des Solarmoduls P6 eingefahren.

### STS-119
Im Oktober 2007 wurde Archambault als Kommandant der Weltraummission STS-119 eingeteilt. Bei dieser Space-Shuttle-Mission wurde das letzte Solarzellenelement der ISS ins All gebracht. Der Start erfolgte am 15. März 2009. Die STS-119-Mission ging am 28. März 2009 mit der Landung am Kennedy Space Center in Florida erfolgreich zu Ende.

## Nach der NASA
Archambault schied 2012 aus der US-Luftwaffe und im März 2013 aus der NASA aus. Er ging zur Sierra Nevada Corporation und arbeitet dort als Systemingenieur und Testpilot am kommerziellen Raumschiff Dream Chaser, das im Rahmen des Commercial-Crew-Development-Programms der NASA entwickelt wird.

## Privates
Archambault ist verheiratet und hat drei Kinder.